# چین (ایندیانا)
چین (به انگلیسی: China) یک منطقهٔ مسکونی در ایالات متحده آمریکا است که در شهرستان جفرسون، ایندیانا واقع شده‌است. چین ۱۷۴٫۰۴ متر بالاتر از سطح دریا واقع شده‌است.